# 韦斯塔尔滕
韦斯塔尔滕（法語：Westhalten，法語發音：[vɛstaltən] ⓘ）是法国上莱茵省的一个市镇，属于坦恩-盖布维莱尔区。

## 地理
韦斯塔尔滕（47°57'26"N, 7°15'31"E）面积10.98 平方千米，位于法国大東部大區上莱茵省，该省份为法国东部内陆省份，是阿尔萨斯的一部分，今与下莱茵省组成了阿尔萨斯欧洲集体，其北临下莱茵省，西接孚日省，西南接贝尔福地区省，东侧沿莱茵河与德国相望，南与瑞士接壤。
与韦斯塔尔滕接壤的市镇（或旧市镇、城区）包括：鲁法克、奥尔什维尔、苏尔茨马特、奥森巴克、普法弗奈姆。
韦斯塔尔滕的时区为UTC+01:00、UTC+02:00（夏令时）。

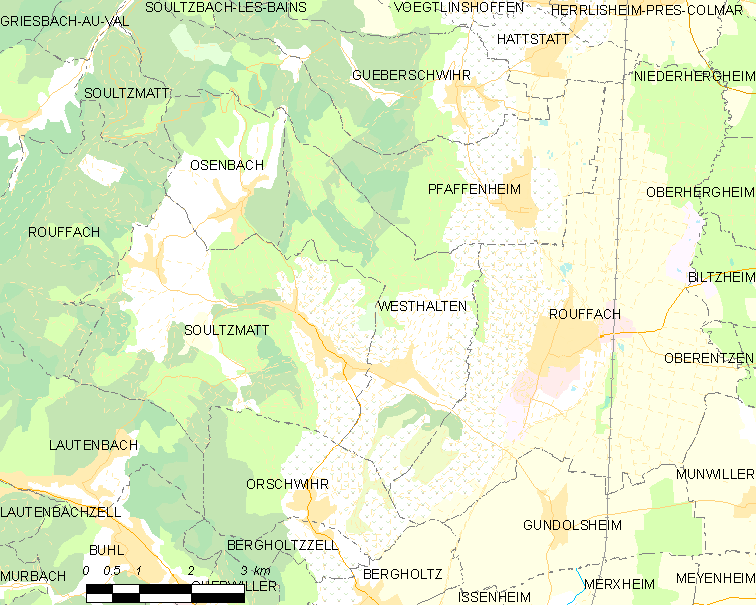
韦斯塔尔滕的OSM定位图

## 行政
韦斯塔尔滕的邮政编码为68250，INSEE市镇编码为68364。

## 政治
韦斯塔尔滕所属的省级选区为温策奈姆县。

## 人口

1962-2008年间韦斯塔尔滕人口变化图示

韦斯塔尔滕于2022年1月1日时的人口数量为1010人。